# Bart Howard
Bart Howard, pseudonimo di Howard Joseph Gustafson (Burlington, 1º giugno 1915 – Carmel, 21 febbraio 2004), è stato un compositore statunitense, la cui fama è legata all'aver scritto Fly Me to the Moon, che originariamente era intitolata In Other Words.

## Biografia
Dopo aver lasciato la famiglia all'età di sedici anni come pianista nell'orchestra che accompagnava lo spettacolo delle sorelle siamesi Daisy e Violet Hilton, nel 1934 si stabilì a Los Angeles, nella speranza di una carriera a Hollywood.
Si trovò invece ad accompagnare al pianoforte Rae Bourbon, un cantante che impersonava una donna e poi Elizabeth Talbot-Martin. Seguì quest'ultima a New York, quando andò al Rainbow Room nel 1937.
L'anno seguente Howard ebbe il suo primo successo, quando la cantante Mabel Mercer rese popolare la sua composizione If You Leave Paris. Dopo quattro anni di servizio militare, tornò a New York nel 1945 come pianista dello spettacolo di cabaret Spivy's Roof, prima di tornare con Mabel Mercer in "Tony's West Side". Dal 1951 al 1959 lavorò al club Blue Angel di Manhattan, a New York, come presentatore e suonando negli intervalli degli spettacoli.
Continuò a lavorare ai suoi brani e nel 1954 completò In Other Words. Un editore consigliò di cambiare il titolo in Take Me to the Moon, ma alla fine Howard decise per Fly Me to the Moon, che venne eseguita per la prima volta dalla cabarettista Felicia Sanders.
Nel 1960 la canzone raggiunse una grande notorietà con Peggy Lee al Ed Sullivan Show e successivamente fu registrata da Judy Garland, Doris Day e, forse l'incisione più famosa, da Frank Sinatra. Il successo di questo brano rese Howard così ricco che da diminuire molto la sua attività di compositore, andando quasi in pensione, nonostante alcune sue canzoni, come Let Me Love You e Don't Dream of Anybody but Me abbiano poi raggiunto una certa notorietà.
Nei decenni che seguirono comparve in qualche concerto ed in qualche spettacolo di cabaret e fu ammesso nella Songwriters Hall of Fame nel 1999.
Howard morì il 21 febbraio 2004, a causa dei postumi di un ictus, a 88 anni.